# Dyomyx placida
Dyomyx placida är en fjärilsart som beskrevs av William Schaus 1901. Dyomyx placida ingår i släktet Dyomyx och familjen nattflyn. Inga underarter finns listade i Catalogue of Life.